# Marcin Pochwała
Marcin Pochwała (Nowy Sącz, 14 de febrero de 1984) es un deportista polaco que compitió en piragüismo en la modalidad de eslalon.
Ganó tres medallas en el Campeonato Mundial de Piragüismo en Eslalon entre los años 2003 y 2019, y diez medallas en el Campeonato Europeo de Piragüismo en Eslalon entre los años 2004 y 2017.

## Palmarés internacional
| Campeonato Mundial | Campeonato Mundial             | Campeonato Mundial | Campeonato Mundial |
| Año                | Lugar                          | Medalla            | Competición        |
| ------------------ | ------------------------------ | ------------------ | ------------------ |
| 2003               | Augsburgo (Alemania)           | Medalla de bronce  | C2 por equipos     |
| 2018               | Río de Janeiro (Brasil)        | Medalla de oro     | C2 mixto           |
| 2019               | Seo de Urgel (España)          | Medalla de plata   | C2 mixto           |
| Campeonato Europeo |                                |                    |                    |
| Año                | Lugar                          | Medalla            | Competición        |
| 2004               | Skopie (Macedonia)             | Medalla de bronce  | C2 por equipos     |
| 2007               | Liptovský Mikuláš (Eslovaquia) | Medalla de bronce  | C2 por equipos     |
| 2008               | Cracovia (Polonia)             | Medalla de plata   | C2 por equipos     |
| 2009               | Nottingham (Reino Unido)       | Medalla de bronce  | C2 por equipos     |
| 2010               | Bratislava (Eslovaquia)        | Medalla de plata   | C2 por equipos     |
| 2013               | Cracovia (Polonia)             | Medalla de plata   | C2 individual      |
| 2013               | Cracovia (Polonia)             | Medalla de plata   | C2 por equipos     |
| 2014               | Viena (Austria)                | Medalla de plata   | C2 individual      |
| 2016               | Liptovský Mikuláš (Eslovaquia) | Medalla de plata   | C2 por equipos     |
| 2017               | Tacen (Eslovenia)              | Medalla de plata   | C2 por equipos     |